# 이경일
이경일(李敬一, 1734년 ~ 1820년)은 조선의 문신이다. 본관은 경주(慶州). 자는 원회(元會), 호는 청헌(聽軒)이다. 순조 때 좌의정을 지냈다.

## 생애
1775년 문과에 급제해서 정언, 교리, 부수찬을 거쳐 사간원대사간이 되고, 이후 성균관대사성을 거쳐 동래부사로 외직에 나갔다가 이후 이조참의로 돌아오고 황해도관찰사를 거쳐 정조의 신임으로 바로 다시 사간원대사간이 되고 예조참판, 병조참판을 거쳐 이조참판을 하다가 다시 사간원대사간이 되고 이후 이조참판을 거쳐 영흥부사로 외직에 나갔다가 순조 때 공조판서, 사헌부대사헌, 의정부우참찬을 거쳐 다시 우참찬, 형조판서를 지낸 뒤 공조판서, 형조판서를 지내다 광주유수로 나가서 선정을 베풀었고, 이후 한성부판윤, 의정부좌참찬, 사헌부대사헌을 거쳐 한성부판윤을 다시 하였다 1803년(순조 3) 기로소에 들어갔고 1804년(순조 4) 병조판서에 이르고 이후 수원유수로 외직에 나갔다가 돌아와 동년 가을 우의정이 되었고, 1805년(순조 5) 좌의정까지 승진했다. 나중에 판중추부사로 치사하고, 봉조하가 된다. 시호는 효정(孝定)이다.